# Ceroxylon peruvianum
Ceroxylon peruvianum es una especie de planta fanerógama perteneciente a la familia Arecaceae. Es originaria de Perú, donde se encuentra en la Cordillera de los Andes a una altitud de 1500-2300 metros.

## Descripción
Ceroxylon peruvianum tiene un tallo solitario, que alcanza los 8-12 m de altura, t 20-26 cm de diámetro, de color plata a gris claro con una capa delgada de cera. Las hojas 13-21, en una corona hemisférica. Las inflorescencias estaminadas: con pedúnculo de 48-67 cm de largo, 4 cm de ancho en la base; las pistiladas de 144 cm en la etapa de fructificación; con pedúnculo 62-90 cm de largo. Los frutos globosos de color rojo con semillas de 1.5 cm de diámetro.

## Taxonomía
Ceroxylon peruvianum fue descrita por Galeano, Sanín & K.Mejia y publicado en Revista Peru. Biol. 15(Supl. 1): 65 2008.
Etimología
Ceroxylon: nombre genérico compuesto de las palabras griegas: kèròs = "cera" y xγlon = "madera",  en referencia a la gruesa cera blanca que se encuentra en los troncos.
peruvianum: epíteto latíno que significa "de Perú"